# 2023 dans l'Union européenne
Chronologie de l’Union européenne
- 2019
- 2020
- 2021
- 2022
- 2023
- 2024
- 2025
- 2026
- 2027

Cet article présente les faits marquants de l'année 2023 dans l'Union européenne.

## Évènements

### Septembre
- La Cour de justice de l’Union européenne (CJUE) décide de restreindre la possibilité de la France de refouler les migrants qui franchissent ses frontières vers d’autres pays voisins de l’Union européenne[1].